# Dusona glauca
Dusona glauca là một loài tò vò trong họ Ichneumonidae.